# Klein wintergroen
Klein wintergroen (Pyrola minor) is een vaste plant, die behoort tot de heidefamilie (Ericaceae). De plant staat op de Nederlandse Rode Lijst van planten als zeldzaam en sterk in aantal afgenomen. De plant groeit in Nederland op de Waddeneilanden en in de Kop van Noord-Holland. De plant komt voor in Eurazië en Noord-Amerika.
De plant wordt 5-20 cm hoog en bloeit van mei tot augustus met witte of lichtroze bloempjes in een korte tros. De bloempjes hebben een lichte amandelgeur. De 3-5 mm lange bloemkroon is bolvormig en bijna gesloten. De kelkslippen zijn driehoekig-eirond en de schutbladen lancet- tot lijnlancetvormig. De stijl is recht en korter tot weinig langer dan de bloemkroon dit in tegenstelling tot rond wintergroen (Pyrola rotundifolia). De ronde, stevige, leerachtige bladeren zijn rozetachtig gerangschikt en blijven ook in de winter groen (groenblijvend), vandaar de naam wintergroen. Tussen de grote bladeren zitten kleine kafjesachtige blaadjes.
De vrucht is een met vijf kleppen openspringende (dehiscente) doosvrucht met daarin zeer kleine 0,004 mg wegende zaadjes. De zaadjes hebben een opgeblazen fijnmazig netzakje om de kiem en worden als ballonnetjes door de wind verspreid. Het zaad kiemt alleen met behulp van wortelschimmels. De kiemplant heeft geen kiemblaadjes.
De plant kan zich ook vermeerderen met worteluitlopers.
Klein wintergroen komt bijna alleen voor in de duinen op vochtige, vrij zure, humeuze grond, in kruipwilgstruwelen, vaak in gezelschap van kraaiheide.

## Mycorrhiza
De wortels van klein wintergroen zijn overtrokken met schimmeldraden. De schimmeldraden dringen ook de schorscellen binnen en worden dan door de plant verteerd. Het is een mycorrhiza symbiose vorm die tussen endotroof en ectotroof in zit. De schimmel zorgt ervoor dat water, mineralen en eiwitten beschikbaar komen voor de plant en de plant levert aan de schimmel koolhydraten.

## Namen in andere talen
De namen in andere talen kunnen vaak eenvoudig worden opgezocht met de interwiki-links.
- Duits: Kleines Wintergrün
- Engels: Small wintergreen, Snowline wintergreen, Lesser Pyrola
- Frans: Petite pyrole